# カーミラ
『カーミラ』（英: Carmilla）は、1872年に出版されたアイルランド（イギリス）の小説家シェリダン・レ・ファニュによる幻想文学・怪奇小説（ゴシックホラー）。オーストリアのシュタイアーマルクを舞台とし、19歳の名士の娘ローラの日記という形で展開される書簡体小説であり、実は吸血鬼である謎の美少女カーミラとの出会いと彼女の周りで起こる不可思議な出来事、そして討伐が叙述される。
本作は怪奇小説の古典で、吸血鬼の設定を確立したとされるブラム・ストーカーの『吸血鬼ドラキュラ』（1897年）よりも四半世紀早い作品であり、この『ドラキュラ』に影響を与えたともされている。同性愛者（レズビアン）の美貌の女吸血鬼という設定は後世の吸血鬼作品に大きな影響を与え、「カーミラ」という名は女吸血鬼の代名詞的なものになっている。

## あらすじ

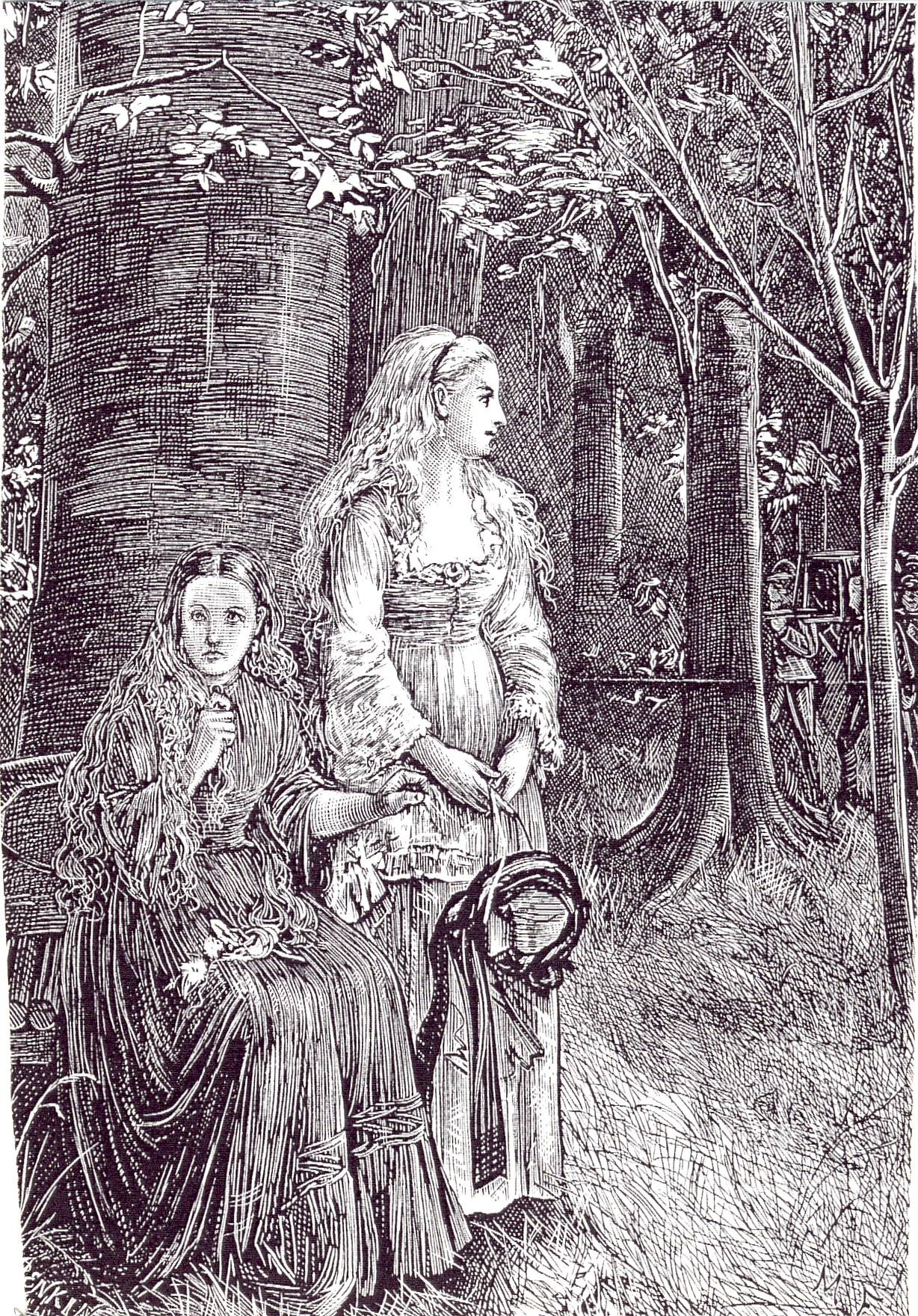
マイケル・フィッツジェラルドによる挿絵（「ダーク・ブルー」、1872年1月）

本作は主人公ローラが8年前かつ19歳の頃に起きた話を、回想して手記にしたためたという形式で展開される。下記のあらすじの物語展開上の時系列は多少前後する。
オーストリアのスティリア（シュタイアーマルク）に、地元名士の娘で、19歳になるローラがいた。彼女は幼い時に母を亡くし、今は英国人の父や数人の使用人、2人の家庭教師と共に城に住んでいる。城は近くの村でも7マイルも離れた陸の孤島であり、たまに来る客と接する以外、彼女は寂しい生活を送っていた。
ある夏の日、ローラは父の友人であるスピエルドルフ将軍の姪が城に来るのを楽しみに待っていたが、その彼女が亡くなったという手紙が届く。将軍はかなり取り乱しているようであり、あの怪物を捜索し退治するといった要領を得ない内容も手紙には書かれていた。その後日、城の前で馬車の事故が起きる。それには気絶した美少女と、その母と称する貴族然とした美しい女性が乗っていた。母は急ぎの旅で娘を城に預けたいと頼み、ローラが話し相手を欲していたこともあって、3ヶ月預かることが決まる。
目が覚めた美少女カーミラ（Carmilla）と対面したローラは、彼女が12年前に起きた不思議な出来事で出会った少女とそっくりであることに気づく。彼女は12年前に夢であなたと出会ったと言い、ローラもそれを肯定する。彼女の話にはいくつか齟齬があったが、ローラはたちまち彼女に魅了され、それまでの疑問や反発はどこかへいってしまう。それからカーミラとの共同生活が始まり、ローラはこの生活を満喫するものの、カーミラは寝室で休むときは鍵をかけ、毎日正午過ぎに起床し、毎日の食事はチョコレート1杯だけで、賛美歌に異常な嫌悪感を示す、尖った歯を持っている、など不可解な様子も見せる。さらにカーミラはローラに対し、度々愛撫のような過剰なスキンシップをしながら愛を語ることもあった。他方、カーミラが現れてから周辺の村で異変が起き始めていており、特に何人もの女性が幽霊を見たと言い残すと体調を崩してそのまま死亡することが多発していた。その状況から熱病と噂されていたほどである。
ある日、ローラは、母方の一族の一人で1世紀以上前の人物であるカルンスタイン伯爵夫人マーカラ（Mircalla）の肖像画を見る。ローラは、マーカラとカーミラが瓜二つで、ほくろの位置まで同じことに気づく。その晩、ローラは夢の中で黒猫のような動物に襲われ、胸を2本の針を刺されたような鋭い痛みを覚えて飛び起きる。すると部屋の中には黒い服を着た女がおり、恐怖で動けないローラの前からゆっくりと移動し、ドアを開けて出てゆく。しかし、すぐにドアの鍵を調べても鍵は寝る時同様にかかったままで、ローラは言い知れない恐怖を感じる。この晩以降、ローラは毎朝目を覚ますたびに、だるいような体の不調を覚え、徐々に体調が悪化していく。医師は彼女の喉の下に青い痣を見つける。
スピエルドルフ将軍から再び手紙を受け取った父は、ローラを連れてカルンスタインの城跡へ向かい、その途中で将軍と合流する。将軍はこれから養女かつ姪のベルタ・ラインフェルトの敵討ちをすると言い、事の経緯を語り始める。ある仮面舞踏会にてベルタは、美しい貴族の母娘と出会い、その娘ミラーカ（Millarca）と意気投合する。母は急の用事で娘を預けたいと依頼し、ベルタの要望もあって将軍はミラーカを預かることを決める。ミラーカには奇癖があったが、それはまさしくカーミラの奇癖と一致していた。そして、ベルタは次第に毎夜悪夢を見るようになって日々衰弱していくようになる。ベルタを診た医師は、ローラと同じく喉の下に青い痣を見つける。深夜、将軍はベルタの寝室に待機し見張っていると黒い何かが彼女に襲いかかるところを目撃する。将軍はサーベルで返り討ちにしようとするが、それがミラーカだとわかった瞬間に消えてしまう。そしてベルタはそのまま弱っていき、その日のうちに亡くなったという。
カルンスタインの城跡に着くが、そこは今は礼拝堂があるだけで廃村のようになっていた。地元の木こりに土地の謂れを聞くと、彼はかつて吸血鬼騒動が起きたことを話す。当時、邪悪な吸血鬼に困った村人は通りかかったモラヴィアの貴人に助けを求め、吸血鬼は退治されるが、貴人は報酬として伯爵夫人マーカラの墓を移すことを求めたという。その墓の場所は行方知らずである。将軍がベルタの話の続きをして気落ちしていると突然カーミラが現れ、礼拝堂に入っていく。将軍は斧で彼女に斬りつけるが簡単に躱され、豹変した彼女の怪力で手首を捻られて斧を落とすと、彼女の姿が消える。直後に男爵と呼ばれる老人ヴォルデンベルグが礼拝堂に入ってくる。将軍は男爵を歓迎し、彼が持ってきた地図を元にマーカラの墓碑を発見する。一行は一旦城に帰るが、その日にカーミラが姿を現すことはなかった。
翌日、カルンスタインの礼拝堂で吸血鬼退治の儀式が行われる。マーカラの墓を暴くと、そこにはミラーカともカーミラとも呼ばれた、美しい女性の姿があった。鉛の棺には大量の血が溜まっており、女性は既に死んでいるにもかかわらず目を見開いた状態で生命活動を続けていた。古式の吸血鬼討伐の儀式に則り、棺から遺体を下ろし、その心臓に尖った杭を打ち込んで首を斬り落とし、遺体を焼いてその灰は川に流された。
後日談としてローラはヴォルデンベルグ男爵との会話を記す。彼は先祖代々の吸血鬼の専門家であり、まず、その特徴を説明する。次にマーカラに纏わる話の真相を明かす。実はモラヴィアの貴人は、ヴォルデンベルグ男爵の先祖であり、かつ生前のマーカラの恋人であった。貴人は吸血鬼に襲われて亡くなった彼女が吸血鬼になって蘇ること、また、その際に酷い方法で討伐されることを危惧し、彼女の墓を隠したのであった。しかし、後に後悔して自ら討伐しようとしたがその直前に亡くなってしまったという。ただ、子孫に墓の場所を記した地図を残しており、ヴォルデンベルグ男爵は先祖の仕事を引き継いだと明かす。
その後もローラは父親とのイタリアへ旅行を経てカーミラのことを忘れられず、ふとした拍子にカーミラの影を追ってしまう様子を描いて終劇となる。

## 出版
本作は1871年末から1872年初めにかけて文芸誌『ダーク・ブルー』（The Dark Blue）にて連載された。その後、1872年にシェリダン・レ・ファニュの短編集『In a Glass Darkly』に収録される形で出版された。
挿絵はデイヴィッド・ヘンリー・フリストンとマイケル・フィッツジェラルドが担当した。しかし、作中の描写と挿絵には齟齬があり、現在の出版では用いられていない。

## 典拠

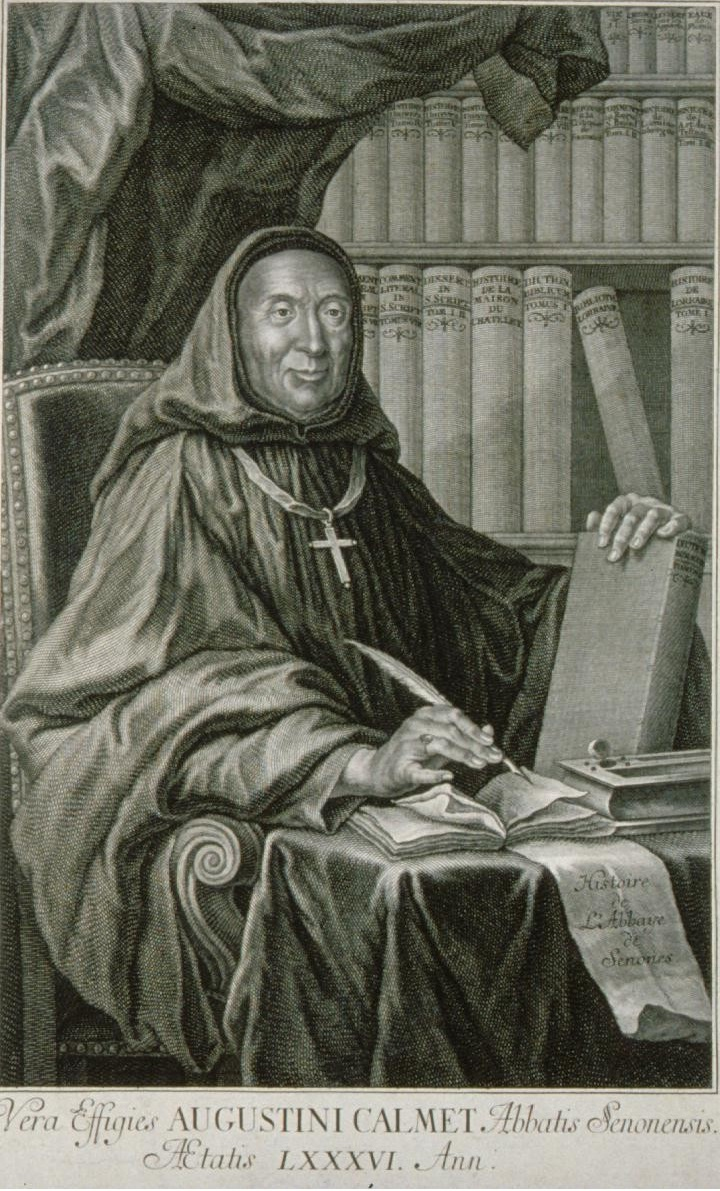
ドム・オーギュスタン・カルメットの肖像画

『吸血鬼ドラキュラ』もそうであるように、古くから物語の元になった取材源が推測されてきた。用いられた資料の1つは1751年にドム・オーギュスタン・カルメットが書いた、魔術・吸血鬼・幽霊についての言及がある論文である。これはその3年前に、吸血鬼のような存在に苦しめられているとするある町について書いた司祭の報告書をカルメットが分析したというものである。その司祭は現地で住民たちから聞き取り調査を行い、吸血鬼は夜に近くの墓場からやってくること、また多くの住民の枕元に現れたことなどを報告している。そして町を訪れた、あるハンガリー人の旅人が墓地に罠を仕掛けて吸血鬼の首を切り、町を助けたという。これは本作の第13章で語られる逸話の元になったと考えられている。
マシュー・ギブソンは、『カーミラ』に影響を与えたものとして、サビーネ・バーリング＝グールド牧師の『狼人間の書』（1863年）、エリザベス・バートリに関する記述、コールリッジの『クリスタベル』バジル・ホール大尉の『シュロス・ハインフェルト、あるいはシュタイアーマルク地方の冬』（ロンドン、エディンバラ、1836年）などを挙げている。特にホールの書籍は、シュタイアーマルクの描写に大きな影響を与え、またプルグストール伯爵夫人ジェーン・アン・クランストゥーンがカーミラとローラのモデルになったという。

## 日本語訳
| 出版年 | タイトル                                   | 出版社                 | 文庫・レーベル     | 訳者               | ISBNコード         | 備考                                      |
| ------ | ------------------------------------------ | ---------------------- | ------------------ | ------------------ | ------------------ | ----------------------------------------- |
| 1948年 | 死妖姫 : カーミルラ                        | 新月社                 | 英米名著叢書       | 野町二             |                    |                                           |
| 1958年 | 吸血鬼カーミラ                             | 東京創元社             | 世界恐怖小説全集   | 平井呈一           |                    | 『緑茶』併録                              |
| 1970年 | 吸血鬼カーミラ                             | 東京創元社             | 創元推理文庫       | 平井呈一           |                    | 1958年版の改版、他6編を収録（新版刊）     |
| 1977年 | 吸血少女カーミラ（『怪奇幻想の文学』収録） | 新人物往来社           | 怪奇幻想の文学     | 平井呈一           |                    |                                           |
| 1996年 | 吸血鬼カーミラ                             | 大栄出版               | Story remix        | 清水みち・鈴木万里 | ISBN 4-88682-605-9 | 徳吉久によるイメージ写真付                |
| 2015年 | 女吸血鬼カーミラ                           | 亜紀書房               |                    | 長井那智子         | ISBN 4-7505-1424-1 | 完全版新訳                                |
| 2020年 | 死妖姫（『ゴシック文学神髄』収録）         | 筑摩書房               | ちくま文庫         | 野町二             | ISBN 4-480-43697-9 | 1948年版の改訂（東雅夫編・解説）          |
| 2020年 | 『カーミラ』                               | スイッチパブリッシング |                    | 柴田元幸           |                    | 雑誌『MONKEY vol.22 特集 悪霊の恋人』所収 |
| 2023年 | カーミラ : レ・ファニュ傑作選              | 光文社                 | 光文社古典新訳文庫 | 南條竹則           | ISBN 4-334-10167-4 | 他に5編を収録                             |

### 児童向けリライト
| 出版年 | タイトル                                  | 出版社       | 文庫名                     | 訳者       | ISBNコード             | 備考                                             |
| ------ | ----------------------------------------- | ------------ | -------------------------- | ---------- | ---------------------- | ------------------------------------------------ |
| 1972年 | 女吸血鬼カーミラ                          | 朝日ソノラマ | 少年少女世界恐怖小説       | 中尾明     |                        |                                                  |
| 1972年 | 吸血少女カーミラ                          | 偕成社       | 世界の怪奇名作             | 野田開作   |                        | 山野辺進・絵                                     |
| 1985年 | 女吸血鬼カルミラ                          | ポプラ社     | ポプラ社文庫 怪奇シリーズ  | 榎林哲     |                        |                                                  |
| 1993年 | 女吸血鬼カーミラ                          | 岩崎書店     | フォア文庫                 | 中尾明     | ISBN 4-265-01085-7     |                                                  |
| 1996年 | 吸血鬼カーミラ                            | 集英社       | 子どものための世界文学の森 | 百々佑利子 | ISBN 4-08-274035-X     |                                                  |
| 2014年 | 吸血鬼ドラキュラ・女吸血鬼カーミラ : 新訳 | 集英社       | 集英社みらい文庫           | 長井那智子 | ISBN 4-08-321197-0     | 『吸血鬼ドラキュラ』を併録                       |
| 2023年 | 吸血令嬢カーミラ = Carmilla               | ポプラ社     | ホラー・クリッパー         | 令丈ヒロ子 | ISBN 978-4-591-17835-5 | 『美しき人狼』（フレデリック・マリアット）を併録 |

## 翻案作品

### 映画

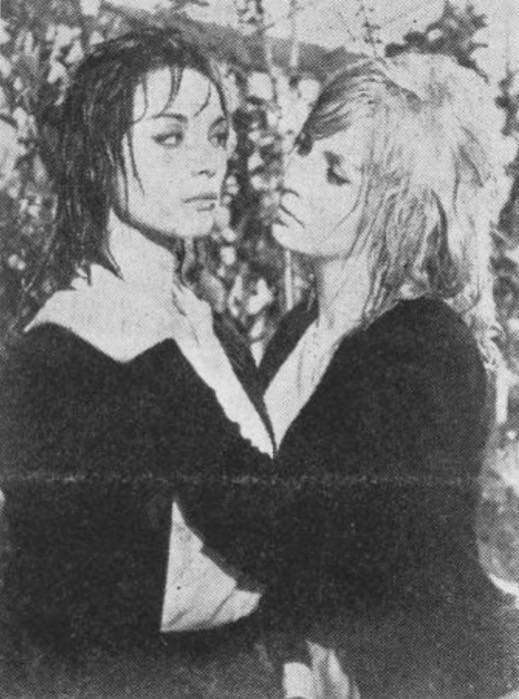
『血とバラ』（1960年）

- 『血とバラ』 - 1960年のフランス・イタリア合作映画。
- 『女ヴァンパイア カーミラ（英語版、イタリア語版）』 - 1964年のイタリア映画。
- 『バンパイア・ラヴァーズ』 - 1970年のイギリス映画。ハマー・フィルムによる「カルンシュタイン3部作（英語版）」の1作目。イングリッド・ピット（英語版）がカーミラを演じた。
- 『鮮血の花嫁』 - 1972年のスペイン映画。アレクサンドラ・バステド（英語版）がカーミラを演じた。
- 『カーミラ 魔性の客人（英語版）』 - 2019年のイギリス映画。

### ラジオドラマ
- NHK-FM・サウンド夢工房　恐怖の館 欧米編 第5話『カーミラ』（1990年8月17日）
- NHK-FM・青春アドベンチャー『カーミラ』（2018年3月5日 - 9日、全5回）[9]
- きくドラ『吸血鬼カーミラ』[10]（2014年1月31日）[11]

### 漫画
- 『吸血鬼カーミラ』 - 1978年の漫画。かどい文雄作。主婦の友社。[12]
- 『吸血少女カーミラ : さがみゆき怪奇ロマンシリーズ』 - 1987年の漫画。さがみゆき作。ひばり書房。